# 黄旗海
黄旗海是一个位于中国内蒙古自治区察哈尔右翼前旗的湖泊，东西长约20㎞，南北宽约9㎞，呈不规则三角形。面积约为80~113平方千米，湖面海拔高度1266m，流域面积4511.2km2，平均水深约为4米，蓄水量约为46000万立方米。水源主要来自霸王河、泉玉林河和磨子山河等河流。清代在察哈尔正黄旗二苏木境内而得名。

## 地质
黄旗海系第三纪地壳断裂运动形成的相对封闭的断陷盆地。历史上湖面曾达267km2，海拔1290m。

## 气象与水文
霸王河、泉玉林河、磨子山河等19条河沟地表径流与大气降水补给湖水。多年平均降水量为250㎜~520㎜，主要集中在夏季。多年平均蒸发量为1964㎜。湖水呈碱性。年补给水量1.387亿m3，年蒸发量1.54亿m3。年入湖输沙量282万吨。

## 渔业历史
湖中捕捞的鲫鱼，通过平绥铁路官村火车站（现土贵乌拉站）运销京津，盛名“官村鲫鱼”。随着水量减少、盐碱度提高，1973年淡水鱼类绝迹。